# Symfonie in Es
De Symfonie in Es (9) is een compositie van Igor Stravinsky, gecomponeerd tussen 1905-1907 en opgedragen aan 'mijn gewaardeerde leraar N.A. Rimsky-Korsakov'. Het manuscript is aan Rimsky-Korsakov aangeboden. Het werk ging op 27 april 1907 in Sint-Petersburg in première.
Het werk heeft de volgende delen:
- Allegro Moderato
- Scherzo. Allegretto
- Largo
- Finale. Allegro molto

Volgens Stravinsky zelf miste het werk misschien persoonlijkheid, maar toonde het in elk geval technisch kunnen. Het gehele werk is onder supervisie van Rimsky-Korsakov geschreven. Er zijn invloeden van Tsjaikovski, Wagner, Glazoenov en Rimsky-Korsakov zelf. In zijn autobiografie gaf Stravinsky blijk van zijn grote bewondering voor Glazoenov: de volmaakte vorm, de zuiverheid van zijn contrapunt en het gemak waarmee diens werken waren geschreven. Op 15-jarige leeftijd maakte Stravinsky een transcriptie voor piano van een van Glazoenovs strijkkwartetten. Maar bewondering veranderde in afkeer en Stravinsky noemde Glazoenov later een van de meest onaangename mensen die hij ooit had ontmoet (hij had Stravinsky´s werk al onmuzikaal genoemd). Glazoenov was aanwezig bij de première ("het enige slechte voorteken" volgens Stravinsky). "Nogal zwaar geïnstrumenteerd voor zulke lege muziek" zei Glazoenov na afloop tegen Stravinsky; in een brief aan The Observer schreef Stravinsky dat hem verteld was dat Glazoenovs commentaar was geweest: "Geen talent, alleen dissonantie".
Stravinsky heeft na de première het werk enigszins aangepast; het is deze versie die Stravinsky later bij uitvoeringen gebruikte.

## Geselecteerde discografie
- Symfonie in Es door het Columbia Symphony Orchestra o.l.v. Igor Stravinsky ('Igor Stravinsky Edition', in het deel 'Symphonies – Rehearsels and Talks', 2CD's, SM2K 46294)